# Stemma dell'Impero del Brasile

Lo stemma dell'Impero del Brasile

Lo stemma dell'Impero del Brasile rappresenta il Globo di Ferro (il simbolo classico del Brasile). Lo stemma rappresenta il colore verde della famiglia reale Braganza di Pedro I, il primo imperatore del Brasile; il giallo invece rappresenta la Casa d'Asburgo della moglie di Pedro I, Maria Leopoldina d'Asburgo-Lorena.